# Keiji Inai
Keiji Inai (井内 啓二 Inai Keiji?) es un compositor, arreglista y orquestador japonés mejor conocido por su trabajo en anime y videojuegos. Está afiliado a la productora musical Imagine.

## Biografía
Inai nació en Hiroshima, Japón. Estudió en la Escuela de Música Toho Gakuen, pero la abandonó para dedicarse a trabajar en el estudio. En 1999, mientras era estudiante universitario, se desempeñó como asistente de dirección musical del violinista Toshihiro Nakanishi en la producción de Akira Shirai Falstaff. En 2001 y 2002 participó como pianista, manipulador y arreglista en las bandas sonoras de los dramas de Fuji TV dramas Fighting Girl y Hatsu Taiken. Luego de esto, comenzó a trabajar como compositor para programas de televisión, comerciales, películas, juegos, programas de radio, desfiles de moda y otras áreas.

## Discografía

### Anime

#### Series de televisión
| Año  | Título | Estudio           | Funciones                                    | Refs.         |
| ---- | --- | ----------------- | -------------------------------------------- | ------------- |
| 2011 | Kyoto Animation Commercial "Star"                                                                               | Kyoto Animation   | Compositor                                   |               |
| 2011 | Toaru Hikūshi e no Tsuioku                                                                                      | Madhouse          | Compositor del tema principal                |               |
| 2012 | Area no Kishi                                                                                                   | Shin-Ei Animation | Compositor (otros temas de Yasunori Iwasaki) |               |
| 2012 | Btooom! | Madhouse          | Compositor                                   |               |
| 2012 | Hyōka | Kyoto Animation   | Asistente de programación y partitura        |               |
| 2013 | Karneval | Manglobe          | Compositor (otros temas de Shirō Hamaguchi)  | [ 3 ]         |
| 2013 | Outbreak Company                                                                                                | Feel              | Compositor                                   | [ 4 ]         |
| 2013 | Tokyo Ravens | 8-Bit             | Orquestador y compositor de partituras       |               |
| 2015 | Dungeon ni Deai o Motomeru no wa Machigatteiru Darō ka                                                          | J.C.Staff         | Compositor                                   | [ 5 ]         |
| 2015 | Heavy Object | J.C.Staff         | Compositor (otros temas de Maiko Iuchi)      |               |
| 2016 | Nejimaki Seirei Senki: Tenkyō no Alderamin                                                                      | Madhouse          | Compositor                                   | [ 6 ]         |
| 2017 | Ōshitsu Kyōshi Haine                                                                                            | Bridge            | Compositor                                   | [ 7 ]         |
| 2017 | Dungeon ni Deai wo Motomeru no wa Machigatteiru Darō ka Gaiden: Sword Oratoria                                  | J.C.Staff         | Compositor                                   |               |
| 2018 | Hakyū Hōshin Engi                                                                                               | C-Station         | Orquestador                                  |               |
| 2018 | Mahō Shōjo Site                                                                                                 | production doA    | Compositor                                   | [ 8 ]         |
| 2019 | Tsūjō Kōgeki ga Zentai Kōgeki de Ni-kai Kōgeki no Okāsan wa Suki Desu ka?                                       | J.C.Staff         | Compositor                                   | [ 9 ]         |
| 2019 | Dungeon ni Deai o Motomeru no wa Machigatteiru Darō ka II                                                       | J.C.Staff         | Compositor                                   | [ 10 ]        |
| 2020 | Maō Gakuin no Futekigōsha: Shijō Saikyō no Maō no Shiso, Tensei shite Shison-tachi no Gakkō e                   | Silver Link       | Compositor                                   | [ 11 ]        |
| 2021 | Slime Taoshite 300-nen, Shiranai Uchi ni Level Max ni Nattemashita                                              | Revoroot          | Compositor                                   | [ 12 ]        |
| 2021 | Build Divide: Code Black                                                                                        | Liden Films       | Compositor (otros temas de Kenta Higashioji) | [ 13 ]        |
| 2021 | Star Wars: Visions                                                                                              | Kamikaze Dōga     | Compositor (episodio: "The Duel")            |               |
| 2022 | Build Divide: Code White                                                                                        | Liden Films       | Compositor (otros temas de Kenta Higashioji) |               |
| 2022 | Dungeon ni Deai o Motomeru no wa Machigatteiru Darō ka IV: Shin Shō - Meikyū-hen                                | J.C.Staff         | Compositor                                   | [ 14 ]        |
| 2023 | Kanojo ga Kōshaku-Tei ni Itta Riyū                                                                              | Typhoon Graphics  | Compositor                                   | [ 15 ]        |
| 2023 | Dungeon ni Deai o Motomeru no wa Machigatteiru Darō ka IV: Fuka Shō - Yakusai-hen                               | J.C.Staff         | Compositor                                   | [ 16 ]        |
| 2023 | Maō Gakuin no Futekigōsha: Shijō Saikyō no Maō no Shiso, Tensei shite Shison-tachi no Gakkō e 2nd Season        | Silver Link       | Compositor                                   | [ 17 ]        |
| 2024 | Mob kara Hajimaru Tansaku Eiyūtan                                                                               | Gekkō             | Compositor                                   | [ 18 ]        |
| 2024 | Maō Gakuin no Futekigōsha: Shijō Saikyō no Maō no Shiso, Tensei shite Shison-tachi no Gakkō e 2nd Season Part 2 | Silver Link       | Compositor                                   | [ 19 ]        |
| 2024 | Dungeon ni Deai o Motomeru no wa Machigatteiru Darō ka V: Hōjō no Megami-hen                                    | J.C.Staff         | Compositor                                   | [ 20 ] [ 21 ] |
| 2025 | Dōse, Koishite Shimaunda                                                                                        | Typhoon Graphics  | Compositor                                   | [ 22 ]        |
| 2025 | The Beginning After the End                                                                                     | Studio A-Cat      | Compositor                                   | [ 23 ]        |
| 2025 | Watashi o Tabetai, Hito de Nashi                                                                                | Studio Lings      | Compositor                                   | [ 24 ]        |
| 2026 | Dead Account | SynergySP         | Compositor                                   | [ 25 ]        |

#### Películas
| Año  | Título                                                              | Estudio           | Funciones                                                                   | Refs.  |
| ---- | ------------------------------------------------------------------- | ----------------- | --------------------------------------------------------------------------- | ------ |
| 2011 | Crayon Shin-chan Movie 19: Arashi wo Yobu Ōgon no Spy Daisakusen    | Shin-Ei Animation | Compositor (otros temas de Toshiyuki Arakawa y Akifumi Tada)                |        |
| 2012 | Crayon Shin-chan Movie 20: Arashi wo Yobu! Ora to Uchū no Princess  | Shin-Ei Animation | Compositor (otros temas de Toshiyuki Arakawa, Akifumi Tada y Hayato Matsuo) |        |
| 2013 | To Aru Majutsu no Index: Endymion no Kiseki                         | J.C.Staff         | Arreglista (otros arreglos de Yasunori Iwasaki y Hayato Matsuo)             |        |
| 2019 | Dungeon ni Deai o Motomeru no wa Machigatteiru Darō ka: Orion no Ya | J.C.Staff         | Compositor                                                                  |        |
| 2020 | Burn the Witch                                                      | Studio Colorido   | Compositor                                                                  | [ 26 ] |

#### ONAs
| Año  | Título              | Estudio      | Funciones  | Refs.  |
| ---- | ------------------- | ------------ | ---------- | ------ |
| 2018 | Otona no Bōguya-san | IMAGICA Lab. | Compositor | [ 27 ] |

#### OVAs
| Año  | Título                             | Estudio      | Funciones  | Refs. |
| ---- | ---------------------------------- | ------------ | ---------- | ----- |
| 2012 | Shijō Saikyō no Deshi Ken'ichi OVA | Brain's Base | Compositor |       |

### Videojuegos
| Año  | Título                                                    | Funciones                           | Refs. |
| ---- | --------------------------------------------------------- | ----------------------------------- | ----- |
| 2008 | Gran Turismo 5 Prologue                                   | Arreglo orquestal                   |       |
| 2008 | White Knight Chronicles                                   | Arreglo orquestal                   |       |
| 2010 | Gran Turismo 5                                            | Compositor                          |       |
| 2011 | El Shaddai: Ascension of the Metatron                     | Orquestación y arreglo de coro      |       |
| 2011 | PlayStation Vita Operating System & Built-in Applications | Compositor                          |       |
| 2012 | Gravity Rush                                              | Programación y arreglos adicionales |       |
| 2013 | Gran Turismo 6                                            | Compositor                          |       |
| 2017 | Gravity Rush 2                                            | Programación y arreglos adicionales |       |

### Acción real

#### Películas
| Año  | Título                              | Funciones                                       | Refs. |
| ---- | ----------------------------------- | ----------------------------------------------- | ----- |
| 2009 | The Chef Of South Polar             | Arreglo de orquesta e interpretación de piano   |       |
| 2013 | ¿Por qué no jugamos en el infierno? | Arreglista (otros arreglos de Shūichi Sakamoto) |       |

#### Series de televisión
| Año  | Título        | Funciones                         | Refs. |
| ---- | ------------- | --------------------------------- | ----- |
| 2001 | Fighting Girl | Arreglo e interpretación de piano |       |
| 2002 | Hatsu Taiken  | Arreglo e interpretación de piano |       |